# 三省堂書店
三省堂書店（日语：／）是日本的連鎖書店，創立於1881年4月8日，與紀伊國屋書店、丸善等並列為日本規模較大的老牌連鎖書店。其名稱來自於《論語》學而篇中的「吾日三省吾身」，是早稻田大學創辦人大隈重信給其創辦人龜井忠一的贈語。總店位於以書店林立而聞名的東京神保町（神保町本店），也是神保町一帶規模最大的書店。截至2021年5月，在日本各地設有22家店鋪，但部份店鋪為加盟店。除了實體店鋪外，1996年起亦開設網路書店。
三省堂書店在創立之初為古書店（二手書店），1883年轉為以販售新書為主，並在1884年踏入出版領域，以出版辭典聞名。1915年將出版事業部獨立為公司，成立株式會社三省堂。1974年因發生經營危機，三省堂書店被迫出售三省堂的經營權，之後兩者無資本上的關係。
三省堂書店神保町本店由於建築老化（建於1981年），自2022年5月9日起暫時關閉，原有的三棟建築將全面改建，並委託三菱地所執行，預計2025至2026年度完工；改建期間，店鋪暫時就近搬遷至位於神田小川町的臨時店面繼續營業。

## 外部連結
- 三省堂書店（页面存档备份，存于）